# Operação Litani
A Operação Litani foi a primeira ofensiva de grande envergadura efetuada pelas Forças de Defesa de Israel durante a Guerra Civil Libanesa. As tropas israelenses invadiram o sul do Líbano em 14 de março de 1978 e chegaram até o rio Litani, com o objetivo de liquidar as bases da Organização de Libertação da Palestina no país. A partir do sul libanês, a guerrilha palestina costumava contra-atacar o norte de Israel, como reação a ocupação israelense da Cisjordânia e Faixa de Gaza e a dura repressão militar de Israel contra os palestinos destas duas regiões, destinadas pela O.N.U. a um futuro Estado palestino.

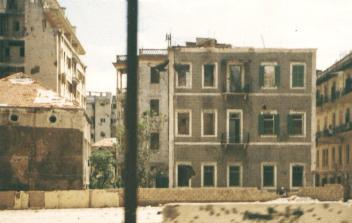
Beirute em abril de 1978

 A operação teve êxito relativo do ponto de vista militar, pois as forças israelenses conseguiram expulsar a OLP do sul do Líbano momentaneamente. A ofensiva israelense matou milhares de libaneses em poucos dias de combates. Os combatentes palestinos foram obrigados a se abrigar ao norte do rio Litani provisoriamente, alguns meses depois, a resistência palestina voltaria a contra-atacar o norte de Israel.
Com os protestos do governo libanês, o Conselho de Segurança das Nações Unidas adotou as resoluções 425 e 426 que exigiram uma retirada "imediata" das tropas de Israel e criavam a Força Interina das Nações Unidas no Líbano (Finul). Contudo, a Finul não conseguiu desmobilizar o exército de Israel do sul do Líbano. As forças israelenses ocuparam a região por 22 anos e só se retiraram em maio de 2000. Antes do recuo tático em 15 de junho de 1978, os israelenses puseram em seu lugar uma milícia libanesa aliada, o Exército do Líbano Livre, futuro Exército do Sul do Líbano, o ESL. Além disto, exigiram dos seus aliados em Beirute, as Falanges, que assassinassem Tony Frangieh, líder de uma milícia cristã maronita pró-síria (Marada), filho do ex-presidente libanês, Suleiman Frangieh, na cidade de Zghorta, norte das Montanhas do Líbano. Além de matarem Tony, os falangistas estupraram e degolaram sua esposa. Após o estupro, a filha de Tony foi assassinada. Os empregados da família, também, foram assassinados. O episódio ficou conhecido como o Massacre do Ehden. A partir de então, Marada forjou uma sólida aliança com a Síria, que permanece até os dias de hoje. Suleiman Frangieh era amigo pessoal do presidente sírio Hafez el-Assad (1970-2000).
A Operação Litani também marcou a reaproximação entre Síria e OLP, estremecida pela intervenção síria em favor da extrema-direita libanesa, na primavera de 1976. Mas esta aliança, como todas as forjadas no Líbano, não duraria muito. Síria e Israel mantinham um acordo tácito no Líbano desde o início da Guerra Civil Libanesa, chamada de Linhas Vermelhas, segundo as quais, as forças sírias só poderiam atuar em território libanês ao norte do rio Litani, sendo vedada a presença da aviação síria sob o céu do Líbano. O sul do rio Litani ficaria, desta forma, sob o controle israelense.